# Конвой №4619
Конвой № 4619 — японський конвой часів Другої світової війни, проведення якого відбувалось у червні 1943-го.
Вихідним пунктом конвою був атол Трук у центральній частині Каролінських островів, де ще до війни створили потужну базу японського ВМФ, з якої до лютого 1944-го провадились операції у цілому ряді архіпелагів. Пунктом призначення став розташований у Токійській затоці порт Йокосука, що під час війни був обраний як базовий для логістики Труку.
До складу конвою увійшли транспорти «Манко-Мару» та «Акагісан-Мару» під охороною торпедного човна «Оторі». Крім того, на початковій ділянці маршруту до острова Сайпан (Маріанський архіпелаг) додатковий ескорт надавав переобладнаний тральщик «Фумі-Мару № 2».
Загін вийшов у море 19 червня 1943-го. Його маршрут пролягав через кілька традиційних районів патрулювання американських підводних човнів, які зазвичай діяли на підходах до Труку, біля Маріанських островів, островів Огасавара та поблизу східного узбережжя Японського архіпелагу. Втім, у підсумку проходження конвою № 4619 відбулось успішно і 30 червня він без втрат досягнув Йокосуки.